# Бошко Чолак-Антић (преводилац)
Бошко Чолак-Антић (1931) је српски и југословенски преводилац и новинар, који је важио за једног од најбољих симултаних преводилаца у СФР Југославији, посебно са енглеског и француског језика. Потомак је познате породице Чолак-Антић.

## Биографија

### Порекло
Бошко је изданак породице Чолак-Антић, чији је родоначелник војвода Чолак Анта Симеоновић, један од значајнијих предводника Првог српског устанка. Његов деда је био дивизијски генерал Војин И. Чолак-Антић, први ађутант краља Петра II Карађорђевића и учесник Мајског преврата. Бошков деда-стриц је био маршала двора Бошко Чолак-Антић.

### Образовање и каријера
Рођен је 1931. године, као син коњичког потпуковника Петра Чолак-Антића. Његов млађи брат Славко се родио три године касније и преминуо 2011. године. Студије англистике је уписао 1952. године на Филолошком факултету Универзитета у Београду, где је дипломирао 1956. године.
Највећи део професионалне преводилачке каријере је провео у Танјугу. Као преводилац је био ангажован у пословима и за потребе највиших политичких функционера, међу којима су били Јосип Броз Тито, Едвард Кардељ, Вељко Влаховић, Коча Поповић, Милан Панић, Војислав Коштуница, Борис Тадић.

### Аполо 11
Као симултани преводилац, уживо је преносио слетање мисије Аполо 11 на Месец, 21. јула 1969. године, када је Нил Армстронг постао први човек који је корачао по Месецу. Октобра 1969. године, био је званични преводилац члановима посаде Аполо 11 - астронаутима Нилу Армстронгу, Едвину Олдрину и Мајклу Колинсу, приликом њихове посете Београду.
Добио је награду Радија Београд за пренос човековог слетања на Месец, али и специјалну награду НАСА за најбоље праћење летова на Месец из целокупног Аполо програма, за медије ван енглеског говорног подручја.

### Породица
Има ћерку Тијану (1962), сина Војина (1965) и ћерку Јелену (1983). Тијана има сина Стевана Поповића (1997), а Војин сина Ивана (1994) и ћерку Милу (1997).